# Xã Sinclair, Quận Stutsman, Bắc Dakota
Xã Sinclair (tiếng Anh: Sinclair Township) là một xã thuộc quận Stutsman, tiểu bang Bắc Dakota, Hoa Kỳ. Năm 2010, dân số của xã này là 30 người.